# Хубал
Ху́бал (араб. هبل‎) — бог арабского языческого пантеона, особо почитавшийся в Мекке в доисламскую эпоху племенем курайш, из которого происходил пророк Мухаммад. Считался у арабов божеством предков, покровителем древнеарабского племени курайш, а также богом неба и луны.

## Хубал в Каабе
Считается, что идол Хубала в Аравию принёс человек по имени Амр ибн Лухайй, который затем перенёс его в Мекку. Крупным центром культа Хубала была Кааба в Мекке, где он считался главным идолом. Мухаммад ат-Табари в своей «Истории пророков и царей» (1:157) сообщает, что пророк Мухаммад был принесён к идолу в младенчестве своим дедом, Абд аль-Мутталибом. Когда Мухаммад завоевал Мекку, он запретил языческий культ и разрушил идол Хубала вместе с остальными 360 идолами в Каабе.
Идол представлял собой статую человека из красного сердолика с золотой рукой.
Хишам ибн аль-Калби в «Книге об идолах» сообщает следующие подробности:

У курайшитов идолы были внутри Каабы и вокруг неё.
Величайшим из них был для них Хубал. Он, как я узнал, был [сделан] из красного сердолика в виде человека, с отломанной правой рукой. Таким он попал к курайшитам, и они сделали ему руку из золота.
Первым, кто поставил его, был Хузайма ибн Мудрика ибн ал-Йа’с ибн Мудар, и его называли Хубал Хузаймы.

Он находился внутри Каабы. Перед ним [лежало] семь стрел. На одной было написано «чистокровный», на другой — «чужой». Когда сомневались относительно [отца] ребёнка, приносили Хубалу жертву, затем бросали стрелы. Если выпадало «чистокровный», ребёнка принимали, а если выходило «чужой», от него отказывались. Была стрела для покойника, для заключения брака и три [стрелы], назначения которых мне не объяснили. Когда спорили по какому-нибудь делу или имели в виду путешествие или какую-нибудь работу, приходили к нему и бросали стрелы возле него. И как выпадало, делали согласно этому и полагались на это.

## Возникновение имени
Более обоснованной представляется точка зрения, связывающая Хубала с общесемитическим словом b’l (буквально — «хозяин», «владыка») и с одноимённым божеством Баалом. Возможно, первоначально восточные семиты называли главного родового или племенного бога не именем собственным, а словом «хозяин» («господин»).
Именование бога, занимавшего в Каабе центральное положение, именем «Хубал» могло иметь значение «истинный Бог», «Он — Господь». Люциан Климович отмечает, что местоимение «хуа» — «Он» (в значении «истина», «Бог», «Аллах») до сих пор начертано по-арабски на стенах многих больших и малых старых мусульманских мечетей.